# 布拉格之春
布拉格之春（捷克語：Pražské jaro）是1968年1月5日开始的捷克斯洛伐克共和國政治民主化运动。这场运动直到该年8月21日苏联与其他华约成员国鎮壓捷克斯洛伐克才得以初步告终。这起事件的名字曾由韓國的「漢城之春」（首爾舊名）所借用，也用來称呼后来的政权变更，比如“阿拉伯之春”。
在共产党第一书记亞历山大·杜布切克的领导下，捷克斯洛伐克在苏东阵营中显示出了越来越强烈的独立倾向。杜布切克在国内政治改革的过程中，提出了“附有人性的社会主义”，这个方案并不像1956年匈牙利的改革一样，而是完全抛弃了原先斯大林模式下的传统。苏联因此将此视为捷共对其领导地位的挑战，同时也是对东欧地区政治稳定的一种威胁。这是处于冷战中的苏联所不能接受的。加之1938年捷克斯洛伐克宁愿屈服于希特勒而不愿接受苏联援助的经历，使得苏联领导人对于捷共领导人充满怀疑。此外，在捷共内部也有一部分人—尤其是在高层领导中—拒绝放松党对社会的管控权，并密谋在苏联的领导下推翻改革派的领导。与中东欧的许多国家不同，1948年的捷克斯洛伐克在一场平稳的政治变革中，使捷克斯洛伐克共产党上台，这一变革并没有发生如同匈牙利一样的暴力革命和社会动荡。但是，苏联期望在其盟国中强行推行苏联模式，并且在必要的时候可以通过武力来强制实现。这种政策因为苏共中央总书记勃列日涅夫而被称为勃列日涅夫主义，其实这种政策最早从斯大林时代就开始存在，只是勃列日涅夫首次将其公之于众而已。苏联的这种霸权主义直到1980年代后期，才被戈尔巴乔夫的辛納屈主义所取代。
最終，捷克斯洛伐克的这段民主化进程，在8月20日深夜开始的20万华约成员国军队和5,000辆坦克的武装鎮壓后宣告失败。事实上，在入侵前不久，捷克斯洛伐克共产党大会已经准备支持改革派，并削弱斯大林主义者的力量。在一个工厂裡，捷共通过了改革方案，但是入侵者将这一切努力都付之东流。事件发生后，西方国家中只有少数批评，因为在冷战时期，由于核对峙的存在，西方国家无法挑战苏联在中欧地区的霸主地位，不過大致上還是在聯合國提出了抗議，中國正值中蘇交惡期間，也跟進西方國家譴責蘇聯。这次军事入侵导致了约有10万人左右的难民潮，其中包括了许多菁英知识分子。这次事件也改变了在许多西方国家左翼分子对列宁主义的左翼人士的同情態度。

## 背景
1956年，苏共中央第一书记赫鲁晓夫在苏共做的秘密报告中对于斯大林提出了批评，波兰、匈牙利等国的共产党体制面临了很大的危机。当时，捷克斯洛伐克并没有受到很大的冲击，但是进入60年代之后，捷克斯洛伐克共产党第一书记兼总统安东尼·诺沃托尼的统治开始动摇。尤其在50年代大清洗牺牲者的恢复名誉问题、经济增长减缓问题、斯洛伐克的自治主张等问题上，诺沃托尼受到了很大的抨击。
1967年，第四次捷克斯洛伐克作家协会大会上，帕维尔·科胡特、米兰·昆德拉、伊凡·克里玛等作家开始批评共产党。10月末，学生在布拉格市区又发起了关于学生宿舍设施的抗议游行，最终被党部派出的警察队伍镇压。此外，在共产党内部，斯洛伐克共产党方面对于诺沃托尼的政策也提出了强烈的不满。在这种情况下，苏共领导人勃列日涅夫非正式访问捷克斯洛伐克。诺沃托尼期望得到苏联的支持来平息事态，但是勃列日涅夫认为这只是捷共党的內部问题，并没有明确的表态支持。当时他说「（这是你们的问题。）」。结果，在没有消除党内对立的情况下，党中央委员会大会在12月召开，会上一致批评诺沃托尼的领导，解除他第一书记和大总统的職務也在所难免。

## 带有人性面孔的社会主义
1968年1月5日的捷克斯洛伐克共产党中央委员会全会上，诺沃托尼的第一书记职位被亚历山大·杜布切克取代。
这次大会的議決，廢止了新闻出版物的事先审阅制度，并且加劇對诺沃托尼体制中的核心党干部和内阁成员的批评。2月，与诺沃托尼关系密切的陆军少将扬·谢伊纳叛逃到美国。这位高級官員不仅因为挪用公用资金而被调查，而且在之前与另一位将军合谋企图发动政变，维持诺沃托尼的权力统治。这起事件成为当时媒体关注的焦点，并且使批评的矛头指向了当时仍留任总统的诺沃托尼。到了3月份，诺沃托尼领导层的主要党政干部都相继辞职，包括内政部长和总检察长。这些人的离去掀起与苏联（尤其是克格勃）关系紧密的安全机构的改革浪潮。3月21日，诺沃托尼提出辞职，新任总统为二战英雄路德维奇·斯沃博达。
4月，捷克斯洛伐克共产党中央委员会通过了《捷克斯洛伐克共产党行动纲领》。在这份文件中，提出实行“带有人性面孔的社会主义”，内容包括：
- 修正共产党的权力集中
- 恢复在大清洗中牺牲者的名誉
- 以联邦制为原则解决“斯洛伐克问题”。
- 强调企业自身责任，引进市场机制，进行经济改革
- 言论和艺术活动的自由化
- 在外交政策上，在强调与苏联的同盟关系的同时，也通过引进科学技术强化与西方国家的经济关系。

之后，又成立了以欧德里希·切尔尼克为总理的新内阁班子。副总理为主张改革计划经济的经济学家奥达·锡库，另外，在50年代以“资产阶级民族主义”罪名被判处终身监禁的古斯塔夫·胡萨克也成为内阁成员。国民议会的议长由受国民欢迎的约瑟夫·斯姆鲁科夫斯基担任，国民战线议长由弗朗切克·库里盖尔担任。至此，捷克党政的主要部门都被改革派掌权。整个社会在“行动纲领”的指引下，开始进行深入的改革运动。其中，工会、青年组织、社会民主党以及KAN,　K-231等非共产主义政党开始积极活动。與此同时，关于改革内容的分歧也日益明显，逐渐形成了对于改革运动的激进化怀疑的集团。他们希望与苏联接触，在斯洛伐克地区重视联邦化的倾向。
根据華沙公約各国的约定，6月份将在捷克斯洛伐克境内举行联合军事演习，考虑到苏联军队即将到来以及同盟国的忧虑，在5月末召开的党中央委员会大会上，捷克领导人强调了右派修正主义的危险性，并将在国民战线范围以外活动的政治组织视为“反共活动”，并且表明了将坚持共产党的领袖地位的态度。另外，也决定提前在9月份召开第14次共产党大会，给其它国家造成了将坚持改革路线的印象。这是因为在临时党大会上不可能再让对于改革报有怀疑的中央委员再任，如果党员正式大会顺利召开的话，改革派实力将会巩固自己的地位，使改革不会半途而废。
6月27日，由瓦楚里克起草的《二千字宣言》在主要报纸上刊登。其内容与“行动纲领”并无多少变动，因此也使得苏联将这个宣言视为“反革命”的先兆。

## 苏联集团的动向
从杜布切克就任捷共中央第一书记开始到苏联军事干预的8个月间，以苏联为首的华约各国通过会谈中的批判、联合军事演习等方式，从政治上、心理上、军事上尽力阻止捷克斯洛伐克共产党体制的解体以及改革运动对本国的波及。

### 苏联集团的忧虑
在1月份权利层交替的时候，波兰和东德首先表示了关注。1月中旬，勃列日涅夫访问两国，波蘭統一工人黨第一書記哥穆尔卡与德國統一社會黨第一書記瓦尔特·乌布里希都表示“反社会主义”的影响将超越捷克斯洛伐克的国境，会波及到苏联集团全体，因此各国的共产党体制的基础将受到严重动摇。尤其在波兰，3月发生了学生游行，其中有人提出了“也给波兰一个杜布切克”的口号，因此哥穆尔卡对此更加担心。另外，在2月22日举行的1948年革命纪念庆典上，勃列日涅夫等各国首脑纷纷出席，诸国领导都切身感受到捷克斯洛伐克的改革气氛，也注意到媒体上开始出现对共产党直接的批评文章，于是对这场改革运动产生了强烈的忧虑。

### 德累斯顿会议（3月23日）
诺沃托尼辞去总统的事件使苏联领导层感受到强烈的危机，于是在德累斯顿，召开了苏联、波兰、东德、匈牙利和保加利亚等国参加的多国首脑会议。从此次会议直到8月军事干预为止，除罗马尼亚外的华约5个成员国多次就捷克斯洛伐克的局势举行多国会谈。由于在会前捷克领导层被通知本次会议是讨论各国经济问题，因此在会议刚开始就遭到各国严厉批评的杜布切克代表团无法就改革运动做出充分的答复。在会上，除匈牙利之外的四国代表团一直认为这场改革运动是反革命的先兆，并担心会侵蚀共产党的领导地位。捷克斯洛伐克代表团对此表示这场改革的主旨在于强化共产党体制，并且得到了国民的多数支持，然而并没有得到其他各国的理解。

### 莫斯科会议（5月4日、5月8日）
随着“行动纲领”的通过和改革运动走向高潮，捷克国内对于共产党体制和苏联的同盟关系的批评也日益增多。对此，勃列日涅夫领导层感到非常忧虑。在这种情况下的5月4日，访问莫斯科的捷克斯洛伐克代表团（杜布切克、切尔尼克、斯姆鲁科夫斯基等）与苏联领导层进行了会谈。在此之后，8日，哥穆尔卡、乌布里希等各国首脑在莫斯科集中，听取了勃列日涅夫关于苏捷两国会谈的报告，并随即决定提前实施华约组织联合军事演习，并支援对于改革报有怀疑的捷克斯洛伐克共产党内部的“健全势力”。5月中旬、苏联部长会议主席阿列克谢·柯西金与国防部长安德烈·格列奇科相继访问捷克斯洛伐克。

### 联合军事演习
6月18日至30日间，华沙条约成员国联合军事演习在捷克斯洛伐克举行。本次演习含有多层目的：(1)为了牵制在9月份临时全党大会中改革派势力的增长；(2)为了军事介入做好预先准备。另外，在军事演习结束后，各国军队并未立即撤退，这导致捷克斯洛伐克国民逐渐怀疑军事介入的可能性。

### 华沙会议（7月14日-7月15日）
在“两千字宣言”出台后，苏联领导层将其视为反革命的证据，并对捷克斯洛伐克中央发出了召开多国会议的建议。（同样建议也从东德、波兰、匈牙利、保加利亚等国发出）但是，捷克斯洛伐克中央在研究该建议之后，反而向苏联提出首先举行两国会议，在调整意见的基础上，举行包括罗马尼亚和南斯拉夫等国参加的多国会议。然而，苏联中央拒绝了这个建议，并通知将于14日在波兰举行多国会议。会议前日的13日，接受勃列日涅夫的委托，卡达尔与杜布切克、切尔尼克等人会谈，试图说服其参加华沙会议，但是捷克方面反复主张之前的意见，未接受劝说。于是，在华沙集会的苏联、波兰、东德、匈牙利和保加利亚的领导人，在捷克斯洛伐克缺席的情况下，就这场改革运动展开了讨论。其中，保加利亚代表团提出了请求军事干预，各国都表示对改革运动的危机感，最终，苏联领导层决定对捷克斯洛伐克发出各国共同签署的照会，表示将全面支援对反革命势力的斗争。

### 谢雷斯托-比利亚克秘密会谈
7月20日，在匈牙利疗养地巴拉顿湖畔，对改革持批判态度的斯洛伐克共产党第一书记比利亚克与苏共政治局委员兼乌克兰共产党第一书记的谢雷斯托举行秘密会谈。其间，谢雷斯托指出军事干预的实施必须要有捷克斯洛伐克内部的要求才能实行。

### 蒂萨河畔切尔纳会谈（7月29日-8月1日）

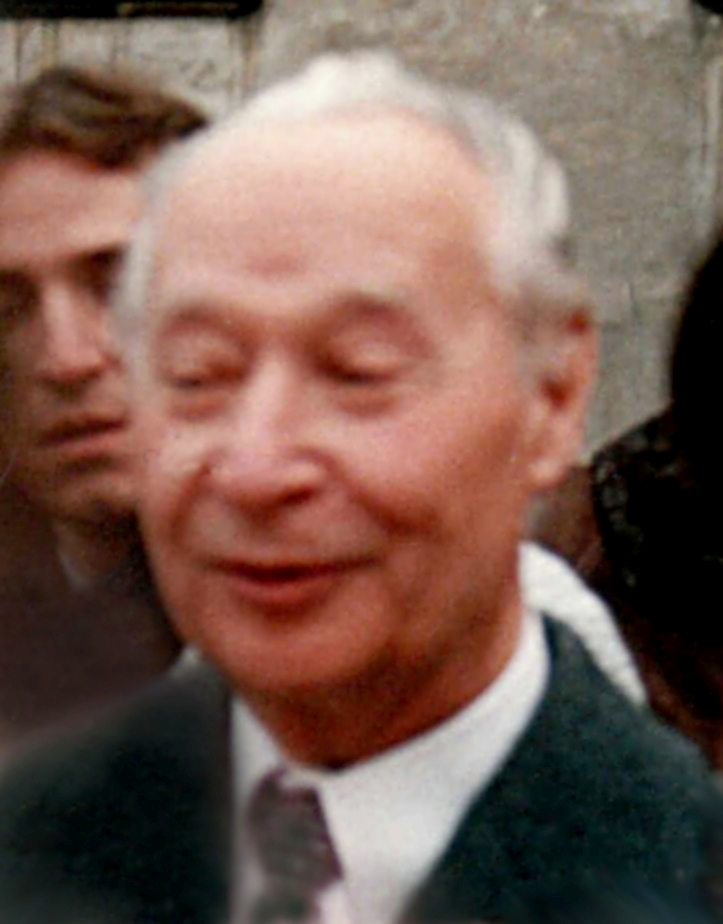
亞歷山大·杜布切克照

苏联与捷克斯洛伐克在两国交界处的蒂萨河畔切尔纳举行两国会谈。会议原定举行一天，最终却延长至4天。会后发表的公开声明只提及将于8月3日在布拉迪斯拉发召开多国会议。苏联在会谈中迫使捷克斯洛伐克做出了一些让步，双方达成了一定程度的共识，因此没有直接作出军事介入的决定。然而，关于这些合意，两国的认识存在根本性差异，这也是日后军事介入的诱因之一。这些共识的内容包括：
1. 拥护共产党的领导地位
2. 恢复新闻审阅制度，加强对媒体的控制
3. 解散非共产党派系的政治组织
4. 撤换部分改革派领导人

### 布拉迪斯拉发会议（8月3日）
在布拉迪斯拉发举行了东德、波兰、匈牙利、保加利亚和苏捷两国的会议，会后发表了共同声明。在这次会议中，由捷克斯洛伐克共产党内部的“健全势力”发出的请求军事支援的信件送到了勃列日涅夫的手中。

### 军事介入的决定
布拉迪斯拉发会议后，苏联的媒体对捷克的改革提出了批评，但是总体来说局势似乎有所缓和。但是，关于切尔纳会谈中达成的合意的实行上，苏联与捷克斯洛伐克的分歧日益明显。勃列日涅夫在9日和13日两次与杜布切克举行电话会谈，迫使其实行共识的内容，但是杜布切克以准备9月的临时全党大会为理由，没有明确答应其要求。至此，苏联方面认为在杜布切克体制下，很难阻止这场改革运动的继续发展，只有通过军事介入才能打开僵局。在8月15日到8月17日的3日間召开的苏联共产党中央政治局会议上，最终决定对捷克斯洛伐克实行军事介入，次日，华约各国领导人被召集到莫斯科，听取了这个决定，并表示一致同意。

## 苏联干涉

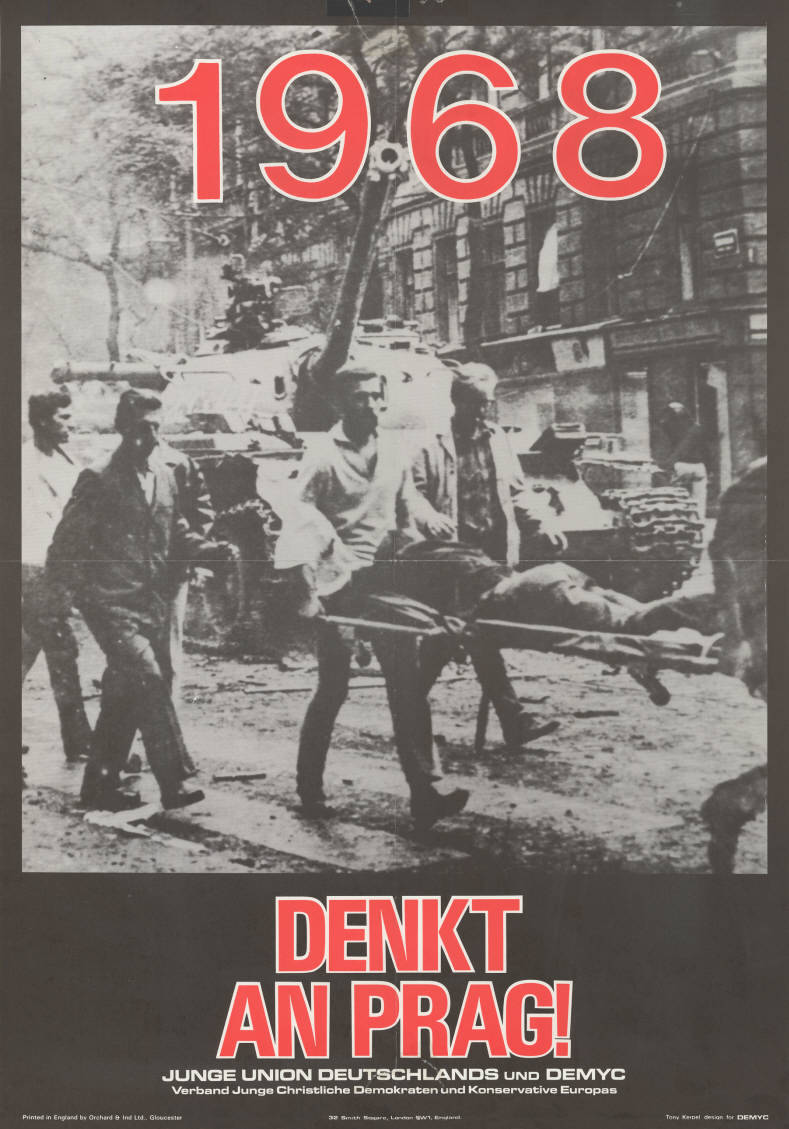
由青年联盟组织贴出的布拉格之春海报

### 成立革命劳农政府失败
军事介入是捷克斯洛伐克共产党幹部中的保守派建立劳农革命政府计划的一个部分。但在武装入侵当天，幹部会议忙于准备9月9日的党员大会，而保守派准备的情况报告以及替换杜布切克领导层、成立新的领导核心的请求被打乱了步骤。因此军事介入的报告传达到党干部会议的时候，保守派尚未能取得会议的大多数同意，因此幹部最後决定发表声明，指责苏联军事入侵。
由於苏联宣称这次武装干预是应捷克斯洛伐克的要求，两者的声明成了针锋相对的矛盾。但是建立革命劳农政府的计划，依然在第二天于布拉格宾馆以及苏联大使馆内筹划。最终的结果是，斯沃博达总统决定，首先应释放杜布切克和与勃列日涅夫领导层直接交涉，並拒绝了建立新政府的计划。

### 第14次临时全党大会
9月22日，在布拉格的一处工厂内，匆忙地召开了第14次临时党员大会。这次大会是由布拉格党委负责人博夫米卢·西蒙向杜布切克建议的，并通过广播和党机关报纸向全国宣布。这样。在军事占领的非常事态下，1112名（最终为1219名）党员到会（由于交通原因，斯洛伐克代表只有15人参加，这也是后来斯洛伐克方面主张大会无效的理由之一）。大会最终声明，指责非法的军事介入，并支持被拘禁的杜布切克为首的领导集体。

### 捷克斯洛伐克国民的消极抵抗
军事入侵当天，国营电台除了播放国歌外，没有对外作任何广播。国际电话以及新闻社的对外电报也被封锁。只有唯一没有能被限制的业余无线通讯，将这个事件向全世界公布。

### 国际社会的反应
关于苏联对捷克斯洛伐克武装入侵，8月21日，应美国、英国、法国及加拿大等国的要求，联合国安理会召开紧急会议。会中巴西、加拿大、丹麦、法国、巴拉圭、英国和美国提出“入侵是违反联合国宪章的干涉内政行为，要求立即撤退”的决议案，最终10票赞成、3票弃权和2票反对，由于苏联行使常任理事国的一票否决权，该决议没能生效。此外，加拿大提议联合国秘书长向布拉格派遣特使。武装入侵当天正在南斯拉夫访问的哈耶克外交部长在24日到联合国指责武装入侵。但是由于缔结了《莫斯科议定书》，捷克斯洛伐克方面撤回了议题，最终在联合国的议论失去了实际效果。中华人民共和国方面也对苏联的入侵行为表达了谴责，时任总理周恩来在出席罗马尼亚大使馆举办的国庆日招待会时，在讲话中（这一讲话后来被称为“六八讲话”）公开指责苏联方面的侵略行为，引得苏方人员全体退场。
此外，西方国家尤其是美国，一方面认同杜布切克政府的改革运动，但另一方面却没有采取任何具体行动。这是因为这起事件发生在“不扩散核武器条约的签订、限制战略武器谈判的开始以及对于改善美苏关系的期待”等背景之下，美国担心由于捷克斯洛伐克事件的影响。导致了上述进程的中断。另外，由于当时美国正陷入越南战争的泥沼之中，对于提供北越武装的捷克斯洛伐克，约翰逊政府也无法作出积极的支持举动。因此，与捷克斯洛伐克的情况相比较，更为重视同苏联的关系的约翰逊政府的反应，恰好说明了在冷战格局下美苏互不干涉其势力圈的不成文规则。

### 在克里姆林宫的谈判
苏联在入侵后，面对国际舆论以及捷克斯洛伐克方面消极的抵抗之后，也决定接受斯沃博达总统的要求，从9月23日开始，在克里姆林宫展开双方谈判。但是，勃列日涅夫与以“反革命势力”罪名被拘禁的杜布切克的会谈遭到了非议。在莫斯科聚集的华约其他成员国首脑，始终坚持成立革命劳农政府，并强硬地建议如有必要可以实施一定期限的军事占领。另外，在9月25日的苏共政治局会议上，对于勃列日涅夫和柯西金所采取的解决事态的方案，也有人表示异议。

### “莫斯科议定书”
经过4天的会谈，8月26日，两个领导层签署了“莫斯科议定书”。其内容有15项，再次确认了控制媒体、更换改革派的切尔纳会谈的“合意”事项，同时明确宣布9月22日临时召开的全党大会的无效性。此外，对于干预军队的撤退问题，并没有明确撤军的时间。

### 勃列日涅夫主义
这次事件之后，西方社会将苏联此次为武装介入所作的正当化理论，称为“限制主权论”或“勃列日涅夫主义”。这个理论主要通过9月26日苏联《真理报》所载论文《主权和社会主义祖国的国际义务》以及11月在波兰统一劳动者党第5次全党大会上勃列日涅夫的演讲（11月13日《真理报》）被明确化。主要内容即：“一国的社会主义危机也是社会主义阵营全体的危机，其他国家不能对此毫不关心，为了保护全体的利益，可以超越一国的主权。”这个理论从阶级的观点重新评价了主权，将保卫社会主义置于尊重主权和不干涉内政原则之上。另外，勃列日涅夫主义并不是为了将军事干预正当化而在事后仓促形成的理论，在此之前的华沙信件和布拉迪斯拉发宣言中就有所体现。事实上，这个方针是自赫鲁晓夫时期就开始对东欧实施的政策，虽然冠以勃列日涅夫之名，却并非其首创。

### “正常体制”的建立
从莫斯科归来的杜布切克领导层，对国民发表了继续改革的声明。但是，迫于苏联以及国内亲苏派要求执行《莫斯科议定书》的压力，杜布切克的回旋空间日渐狭窄。例如，在入侵军队撤退问题上，随着10月暂定驻留条约的签订，实际上将驻捷军队的存在合理化，这支苏联军队直到1991年才最终撤退。另外，对于改革派的压力，最终也集中到国民爱戴的斯姆鲁科夫斯基身上，他被撤去了国民议会议长的职务。
另一方面，10月28日开始实施《行动纲领》中提出的联邦制。1969年1月1日，捷克斯洛伐克社会主义共和国正式实行联邦制。
1969年1月16日，查理大学的学生扬·巴拉夫为抗议军事干预和改革的倒退，企图自焚。3月，在斯德哥尔摩举行的世界冰球锦标赛上，捷克斯洛伐克队战胜了苏联队，这个消息传到国内后，众多的国民走上街头，拍手称快。此后，又出现了在布拉格围攻苏联航空公司办公点的事件。这一切都反映了捷克斯洛伐克国民对于苏联的厌恶和仇恨。苏联将这一系列事件定性为反革命势力的阴谋，要求杜布切克予以制止。
1969年4月，古斯塔夫·胡萨克接替杜布切克就任第一书记，进行所谓“正常化”，开始压制国内党内的自由化倾向，至此，“布拉格之春”宣告结束。

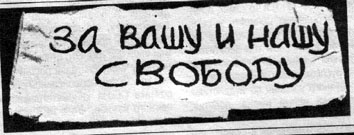
俄語橫額「為了你們和我們的自由」
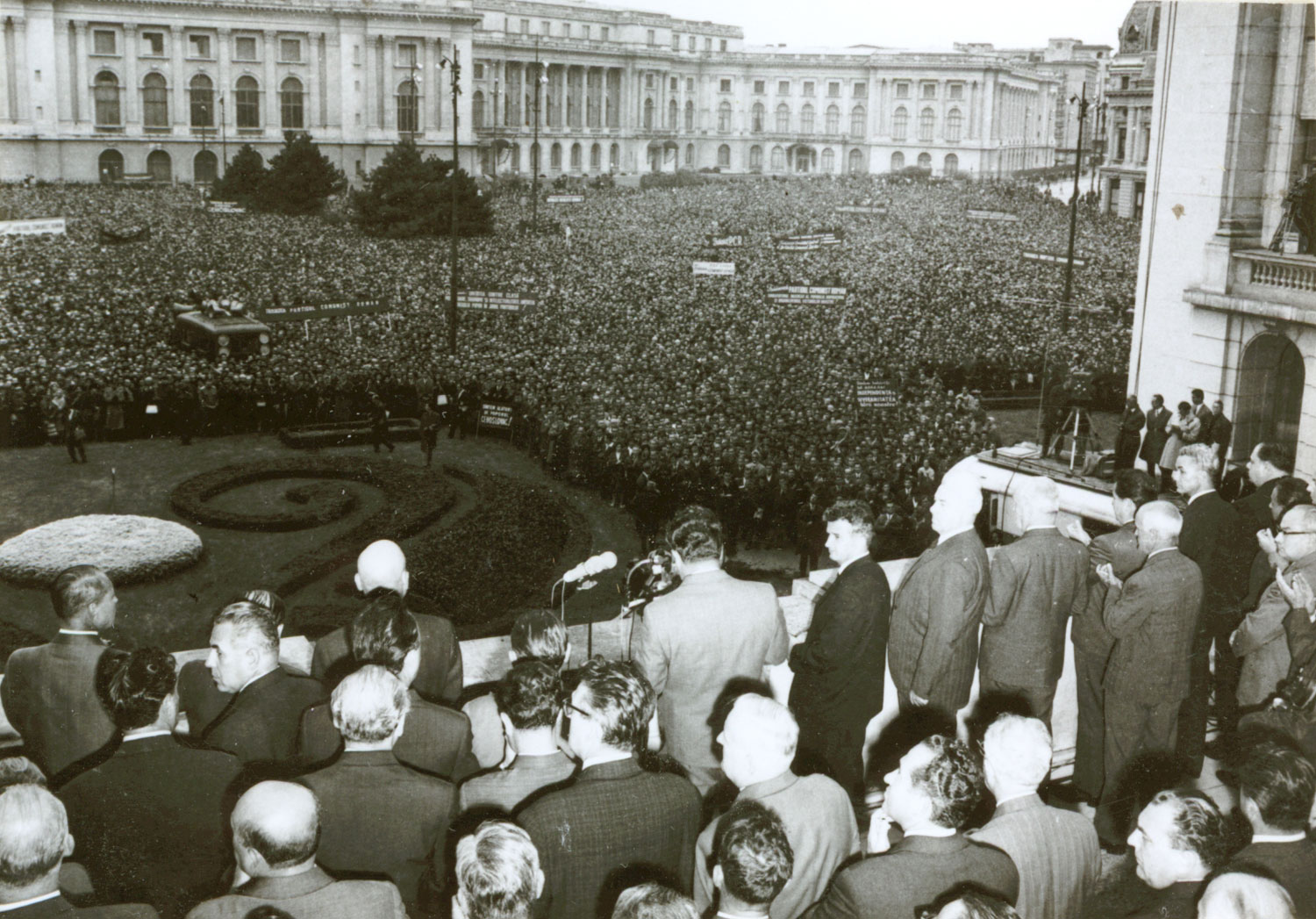
羅馬尼亞總統尼古拉·齐奥塞斯库在布加勒斯特發表譴責入侵的演說
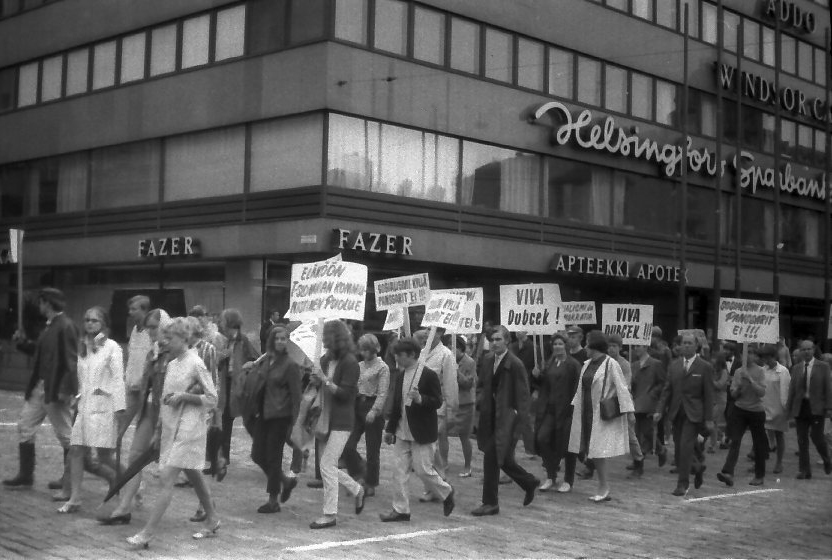
芬蘭赫爾辛基民眾遊行抗議多國入侵捷克斯洛伐克